# Isaak Witbooi

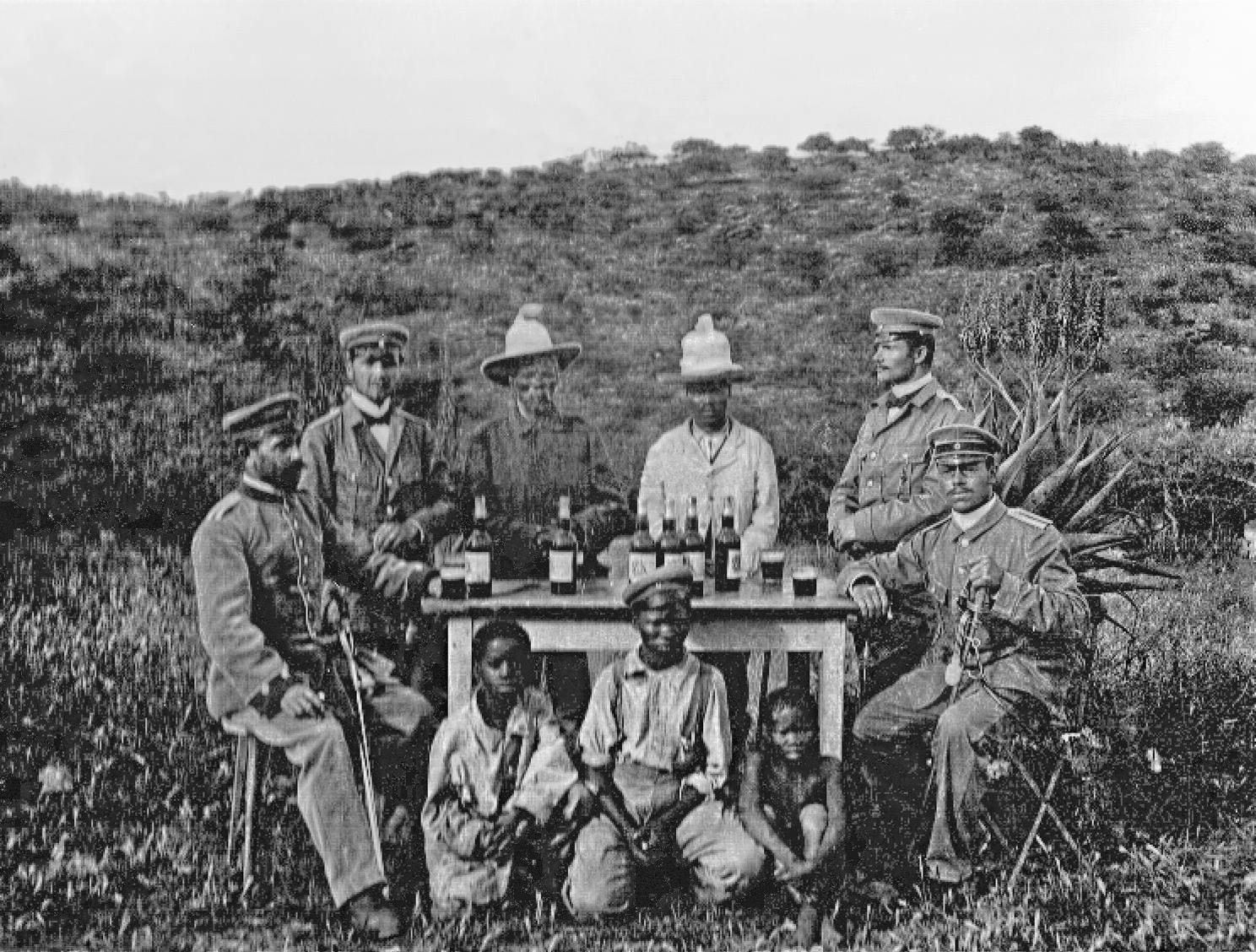
Isaak (im hellen Anzug) neben seinem Vater inmitten von deutschen Offizieren

Hendrik Samuel „Isaak“ Witbooi, eigentlich ǃNanseb ǂKharib ǃNansemab, (* 25. Mai 1865 in Gibeon, Südwestafrika, heute Namibia; † 16. Oktober 1928 ebenda) war ein Kaptein der Nama, ein traditioneller Führer in Südwestafrika, dem heutigen Namibia. Er war der Sohn von Hendrik Witbooi.